# アキリーズ (原子力潜水艦)
アキリーズ（HMS Achilles, S125）は、イギリス海軍の原子力潜水艦。アスチュート級原子力潜水艦の7番艦。艦名は、ギリシャの英雄アキレウスに因み、その名を持つ艦としては7隻目である。

## 艦歴
当初、艦名を「エジンコート（Agincourt）」として2018年5月14日に起工した。2024年頃の就役とスコットランドのクライド海軍基地への配備が予定された。
2025年1月26日、イギリス海軍は艦名を「エジンコート」から「アキリーズ」へ改名すると発表した。イギリス海軍は改名理由を明示していないが、BBCは、1415年のアジャンクールの戦いに由来するエジンコートは、フランスへの不必要な挑発につながることが懸念されたためと報じている。